# André Morel

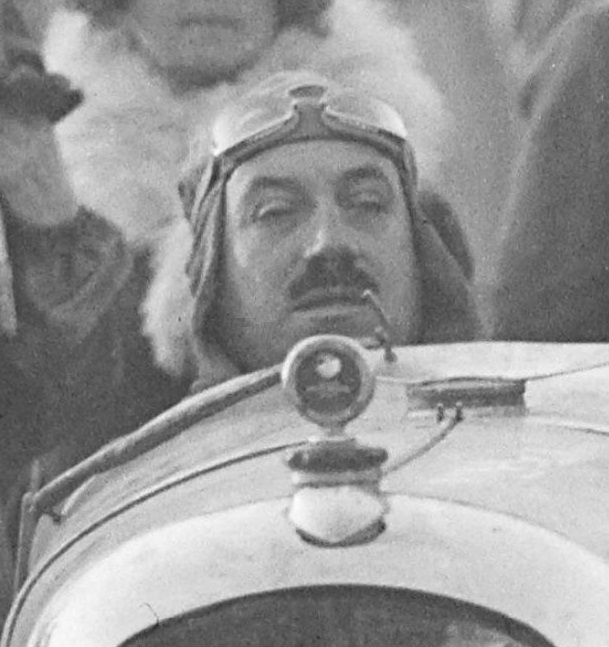
André Morel beim Grand Prix de Boulogne (1929)

André Paul Victor Morel (* 3. August 1884 in Troyes; † 5. Oktober 1961 in Vaulx-en-Velin) war ein französischer Automobilrennfahrer.

## Leben
Als junger Mann ging Morel nach Lyon. Ohne Studium und Berufsausbildung arbeitete er zunächst als Hilfskraft und als Fahrzeughändler. 1911 bis 1914 führte er eine Kfz-Vertragswerkstatt für die Marken Berliet und Le Zèbre. Während des Ersten Weltkriegs wurde er als kampfunfähig eingestuft und in einer Munitionsfabrik eingesetzt.

## Statistik

### Le-Mans-Ergebnisse
| Jahr | Team                                     | Fahrzeug                              | Teamkollege      | Platzierung | Ausfallgrund                   |
| ---- | ---------------------------------------- | ------------------------------------- | ---------------- | ----------- | ------------------------------ |
| 1924 | Société Nouvelle de l’Automobile Amilcar | Amilcar Type CGS                      | Marius Mestivier | Ausfall     | Leck im Öltank                 |
| 1925 | Société Nouvelle pour l’Automobile       | Amilcar CGSS Gran Sport               | Marius Mestivier | Ausfall     | Tödlicher Unfall von Mestivier |
| 1938 | Jean Prenant                             | Talbot T150SS Coupe                   | Jean Prenant     | Rang 3      |                                |
| 1939 | Luigi Chinetti                           | Talbot T26                            | Jim Bradley      | Ausfall     | Defekt                         |
| 1949 | Ecurie Verte                             | Talbot-Lago Gran Sport Coupe          | André Chambas    | Ausfall     | Zylinderkopfdichtung           |
| 1950 | André Chambas                            | Talbot-Lago Grand Sport Coupe         | André Chambas    | Rang 13     |                                |
| 1951 | André Chambas                            | Talbot-Lago T26 Grand Sport Barchetta | André Chambas    | Rang 17     |                                |
| 1952 | André Chambas                            | Talbot-Lago T26 GS Compressor         | André Chambas    | Rang 9      |                                |

### 24-St-Spa-Ergebnisse
| Jahr | Team                                     | Fahrzeug         | Teamkollege       | Platzierung | Ausfallgrund |
| ---- | ---------------------------------------- | ---------------- | ----------------- | ----------- | ------------ |
| 1925 | Société Nouvelle de l’Automobile Amilcar | Amilcar Type CGS | Charles Libovitch | Ausfall     | unbekannt    |
| 1930 |                                          | DeSoto           | Jean Pesato       | Rang 15     |              |